# ファン・デ・フカ
ファン・デ・フカ（スペイン語: Juan de Fuca）ことイオアンネス・フォカス（ギリシア語: Ιωάννης Φωκάς, Ioánnis Phokás、1536年 - 1602年）は、ギリシアの水先案内人であり、スペイン王フェリペ2世の下で北アメリカ大陸北西岸（現在のカナダ西岸）を探検した。彼は、バンクーバー島（現 カナダ・ブリティッシュコロンビア州）とオリンピック半島（現 アメリカ合衆国ワシントン州）との間のファンデフカ海峡の名前の由来として最もよく知られている。彼自身は、北米大陸の北を迂回して東アジアとヨーロッパを最短距離でつなぐ仮説上の海路「アニアン海峡」を発見したと称しており、後世まで議論を残した。

## 家族と幼年期
イオアンネスの祖父、エマヌエル・フォカス(Ἐμμανουὴλ Φωκᾶς, Emmanouíl Phokás)は、1453年、コンスタンティノープルの陥落時に兄弟のアンドロニコス(Ἀνδρόνικος)とともに逃げ落ちた。2人は当初ペロポネソス半島に住んでいたが、1470年にエマヌエルのみケファロニア島に移り住んだ。イオアンネスの父、イアコヴォス(Ἰάκωβος)は、島内のヴァレリアノス村で独立した家を立て、兄弟と区別するためにヴァレリアノスのフォカス(Φωκᾶς ὁ Βαλεριάνος)と呼ばれるようになった。
イオアンネスはヴァレリアノス村で1536年に生まれた。1555年頃にスペイン王に仕えるようになる前の彼の人生についてはほとんど何も知られていない。

### 名前
彼は、イオアンネス・フォカスをスペイン語に訳したファン・デ・フカ（実際の発音はフアン・デ・フーカに近い）の名前で知られている。一説には、本名はアポストロス・ヴァレリアノス(Ἀπόστολος Βαλεριάνος, Apóstolos Valeriános)であるという。これは、出生時の名前がアポストロスで、洗礼時にイオアンネスとつけられた可能性がある。

## 初期の業績
デ・フカの初期の航海は極東で、1587年にバハカリフォルニア半島のサンルーカス岬沖でイギリス人のトーマス・キャヴェンディッシュの私掠船が彼のガレオン船「サンタ・アナ」を拿捕し、ヌエバ・エスパーニャに上陸させられたと彼は主張している。デ・フカは熟練の船員で、スペイン艦隊の水先案内人としての技能を完成させた。スペイン王はデ・フカの優秀さを認めてスペイン艦隊の西インド諸島への水先案内人に指名したとデ・フカは主張していたが、スペインの公文書には、彼の名前や地位、あるいは王宮への訪問の記録は存在しない。有名な北米大陸北西海岸への航海をする前に、彼は中国、フィリピン、メキシコへ向かった。

## 北への航海

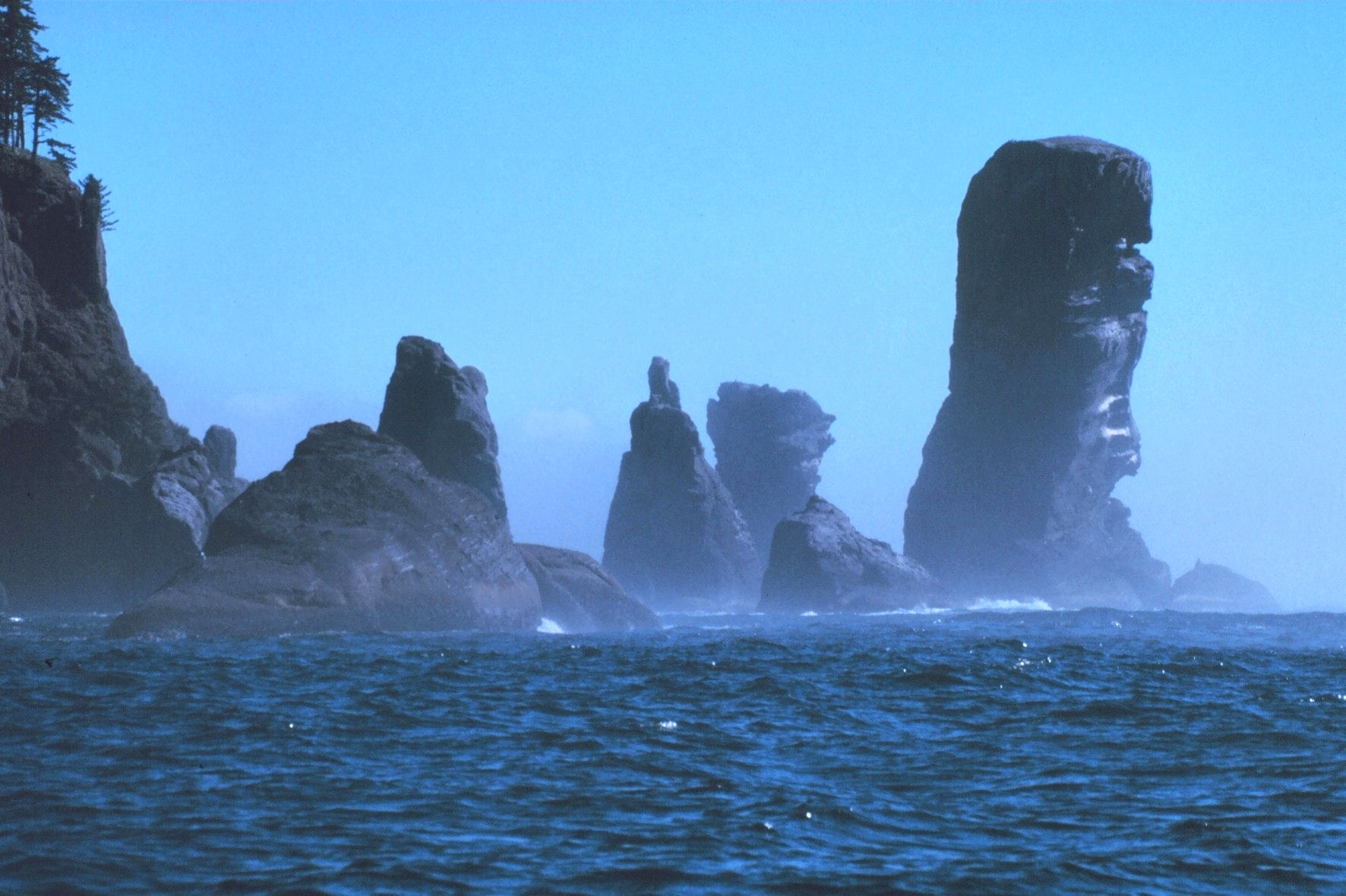
ファンデフカ海峡の近くのワシントン州フラッタリー岬にある「フカの柱」

デ・フカの説明によれば、彼はヌエバ・エスパーニャ副王のルイス・デ・ベラスコの命を受けて、大西洋と太平洋を結ぶ北西航路の一部であると信じられていたアニアン海峡を見つけるための航海に出た。最初の航海では、デ・フカは船長兼水先案内人として、スペイン陸軍大尉の指揮下にある200人の兵士と3隻の小型船とともに、アニアン海峡を発見する任務を当てられた。この探検は失敗に終わった。伝えられるところでは、船長の不当行為が原因で、兵士たちが反抗してカリフォルニアに帰ったためであるという（この時期、スペインの戦闘教義では、軍将校である軍事司令官と船員である航行航海司令官の間で船と艦隊の支配権が分かれていたことに注意）。
1592年からの2回目の航海で、デ・フカは成功を収めた。キャラベル船とピンネースおよび少数の武装海兵隊で北へ航海した後、彼はアカプルコに戻り、北緯47度付近で入口に大きな島がある海峡を見つけたと主張した。現在のファンデフカ海峡は実際には北緯48度前後にあるが、デ・フカの航海についての説明は現実とは異なり、実際に存在していた地域とはかなり異なる地域を表している。デ・フカはまた、航海中に「高峰または尖頭岩」を見つけた。これは、ワシントン州の北西端のファンデフカ海峡の近くにあるフラッタリー岬の西岸にあるほぼ長方形の高さのある岩であった可能性があり、この岩は現在「フカの柱」(Fuca Pillar)と呼ばれている。ただし、デ・フカの報告ではこの岩は海峡の反対側にある。
しかし、ベラスコが繰り返し約束したにもかかわらず、デ・フカには、彼が本来受け取るべきと主張する巨額の報酬は支払われなかった。2年後、副王の要請により、デ・フカはスペインに渡って提訴した。彼は再び失望し、スペイン人にうんざりして、故郷に戻って引退することを決心したが、1596年にイギリス人のマイケル・ロークから、スペインの大敵であるイギリスのエリザベス女王に仕えるよう説得された。この話は進展しなかったが、フアン・デ・フカの話がイギリスに伝わったのはロークの説明を通してである。

## 論争
デ・フカの航海に関する文字による証拠はロークが書いた物が唯一であるため（研究者はスペイン植民地時代の文書からデ・フカの遠征の記録を見つけることができない）、彼の発見について、そして、そもそも彼が実在の人物だったのかについて長い論争があった。何人かの学者はフアン・デ・フカは完全に架空の人物だとし、18世紀のイギリスの探検家ジェームズ・クック（キャプテン・クック）は、デ・フカが発見したと主張する海峡の存在自体を強く疑った（実際には、クックはファンデフカ海峡を通過せずに航海し、バンクーバー島の西海岸のヌートカ湾に寄港した）。だが、その後のイギリスによるこの地域への探査と入植によって、デ・フカの主張はより信頼のおけるものとみなされるようになった。
1859年、アメリカの研究者は、イオニア諸島のアメリカ領事館の助けを借りて、デ・フカが実在したことや、彼の家族と歴史が島でよく知られていたことを証明した。ロークによって公表された記述の裏にある正確な真実を我々は知ることはできないが、デ・フカ自体が架空の人物であるとは考えられない。

## 遺産
1787年、イギリスのチャールズ・ウィリアム・バークレーは、フアン・デ・フカがアニアン海峡の位置として主張したものとほぼ同じ緯度に海峡を再発見し、ファンデフカ海峡と命名した。
ファンデフカ海嶺とファンデフカプレートは、ファンデフカ海峡に由来している。